# Widex
Widex A/S je dánský výrobce sluchadel. Od roku 2010 sídlí ve městě Lynge v regionu Hovedstaden. Budova firemní centrály je chlazena i vyhřívána podzemní vodou a elektřinu získává z vlastní větrné turbíny.
Firmu založili v roce 1956 Christian Topholm a Erik Westermann a stále je ve vlastnictví jejich rodin. Roku 1960 vyrobil Widex první sluchadlo umisťované za uši nazvané Minarett. Roku 1983 následovalo sluchadlo do uší Audilens, jež získalo také dánské státní ocenění za design. V roce 1995 firma uvedla na trh Senso, první plně digitální sluchadlo na světě. Vyvinula také technologii CAMISHA (Computer Aided Manufacturing of Individual Shells for Hearing Aids), založenou na laserových otiscích zvukovodů. Novinkou je model Widex Evoke využívající strojové učení.
Widex má okolo 3 800 zaměstnanců a jeho produkty se prodávají v téměř 100 zemích. Funkci chief executive officer zastává od roku 2024 Jan Makela. V roce 2019 se Widex sloučil se singapurskou společností Sivantos a vznikl konglomerát WS Audiology, který je třetím největším výrobcem sluchadel na světě.